# Silicon Power
Silicon Power Computer & Communications Incorporated (кратко — Silicon Power и SP, дословный перевод — Сила кремния, или Кремниевая сила, читается — Силикон Пауэр) — тайваньская компания, производящая карты памяти, USB-флэш-накопители, портативные жёсткие диски, модули DRAM, устройства для чтения карт памяти, твердотельные накопители, USB-адаптеры и другую компьютерную продукцию.
Компания была основана в 2003 году группой профессионалов, специализирующихся на международном бизнесе, глобальном маркетинге и техническом проектировании флэш-хранилищ данных. Silicon Power производит решения для цифровой памяти и хранения как для потребителей, так и для профессионального использования.
Имеет офисы в Японии, Нидерландах, на Балканах, в России, Китае, Индии, США (основаны в 2004—2008 годах), а также производственные мощности на Тайване и логистические мощности на Тайване и в Нидерландах.
Выручка компании за 2022 год составила 4,345 млрд новых тайваньских долларов (141 млн долларов США), её распределение по регионам: Тайвань — 12 %, остальная Азия — 42 %, Америка — 25 %, Европа — 20 %.
В 2012 году Silicon Power изменила статус с частной компании на публичную, разместив акции на Тайбэйской бирже (TWO).
В опросе Common Wealth Magazine, проведенном в 2010 году, Silicon Power заняла 11-е место в списке 1000 самых быстрорастущих производителей Тайваня и 1-е место в отрасли полупроводников.
- Silicon Power Touch T02
- SSD на 60 Гб
- USB-кабель
- USB-флешка на 8 Гб
- Адаптер карты памяти